# Mahamane Ousmane
Mahamane Ousmane (Zinder, 20 de gener de 1950), polític de Níger, president del seu país entre 1993 i 1996.
Després d'estudiar economia monetària i financera en França i el Canadà, va retornar a Níger en 1980.
Fundador al juny de 1991 del partit polític Convenció Social i Democràtica (CDS), va competir com a candidat presidencial en les eleccions celebrades el 27 de febrer de 1993. Va rebre el segon lloc, amb el 26,59% dels vots, superat per Tandja Mamadou del Moviment Nacional pel Desenvolupament de la Societat (MNSD); no obstant això, amb el suport d'una coalició de partits coneguda com a Aliança de les Forces del Canvi (AFC), Ousmane va guanyar la presidència en la segona ronda, celebrada el 27 de març, obtenint el 54,42% dels vots.